# Jean-François Varlet
Jean-François Varlet (París, 14 de julio de 1764-Corbeil-Essonnes, 4 de octubre de 1837) fue un líder de los enragés, la facción más radical de la Revolución francesa.

## Biografía
Nacido en el seno de una familia pequeño-burguesa, estudió en el collège d'Harcourt. Acogió con entusiasmo la Revolución, escribiendo canciones patrióticas y firmando peticiones, como la relativa a los sucesos del Campo de Marte del 17 de julio de 1791. El 24 de mayo de 1793 fue detenido junto a Jacques-René Hébert, y puesto en libertad triunfalmente tres días más tarde, pasando a preparar las insurrecciones del 31 de mayo y del 2 de junio del mismo año.
Publica varios escritos en 1792 y 1793, en los que se muestra partidario de la democracia directa y de la redistribución de la propiedad. Junto con Jacques Roux y Jean Théophile Victor Leclerc funda el grupo de los Enragés.
El 8 de junio de 1793, inmediatamente después de la caída de los girondinos, leyó ante el Consejo General de la Comuna de París la Declaración solemne de los derechos del hombre en el estado social, en el que se defendía la democracia directa frente a la democracia representativa —«El soberano debe presidir constantemente el cuerpo social. No debe estar nunca conforme con que se le represente»— por lo que los diputados eran sólo «delegados subordinados», «mandatarios», «procuradores», y se distinguían cuatro clases de propiedades, para evitar la «opresión de los ricos» y «la desproporción enorme de las fortunas»: «La primera, la más sagrada, la que todo hombre tiene el derecho de reclamar, de exigir, es la que asegura con holgura los medios primarios de existencia», por lo que equivale al derecho a la vida; «la segunda propiedad, también fundamental, consiste en el ejercicio de la beneficencia a favor de los indigentes, impartida en forma de reposo si están enfermos, son viejos, inválidos o en un estado físico que les impide ser útiles y, si el pobre es útil, socorriéndole con un empleo»; «la tercera propiedad es el producto de la industria comercial o agrícola, o el salario cobrado por un empleo, o por una función pública o privada»; «la cuarta propiedad se compone de patrimonios, de herencias o donaciones». Y a continuación se decía que «la fortuna amasada a expensas de los bienes públicos, mediante el robo, la especulación, el monopolio y el acaparamiento, pasa a ser propiedad nacional desde el momento en que la sociedad tiene, en forma de hechos constantes, pruebas de concusión».
Detenido en septiembre de 1793, es puesto en libertad el 29 de octubre del mismo año; vuelto a detener tras la caída de Robespierre, permanece un año en prisión.
Se hace bonapartista hacia 1800. Reside algún tiempo en Nantes, donde recibió con regocijo la revolución de 1830. Murió ahogado.

## Obra
- Aux Mânes de Marat, 1790 - 1830
- Déclaration solennelle des droits de l’homme dans l’état social
- Gare l’explosion, 1794
- Magnanimité de l’Empereur des Français envers ses ennemis, à l’occasion de la nouvelle déclaration des Puissances, 1814
- Le panthéon français, 1795
- Projet d’une caisse patriotique et parisienne, 1789
- Vœux formés par des Français libres, 1785 - 1795
- Vœux formés par des Français libres, 1785 - 1795
- Vœux formés par des Français libres, ou Pétition manifeste d’une partie du souverain à ses délégués pour être signée sur l’autel de la patrie et présenté [sic] le jour où le peuple se lèvera en masse pour résister à l’oppression avec les seules armes de la raison